# Jan Jörnmark
Jan-Olof Henry Jörnmark, född 21 januari 1959 i Karlstad, är en svensk författare, debattör och ekonomihistoriker.

## Biografi
Jörnmark, som är docent, var tidigare anställd vid Chalmers tekniska högskola och vid Handelshögskolan vid Göteborgs universitet. Han är idag (2022) egen företagare som utredare, skribent, debattör, föreläsare och fotograf. Jörnmark har skrivit flera böcker om internationell företagsamhet och globalisering, samt genomför utredningar, föreläsningar och utbildningar om svensk bostadspolitik och olika aspekter av kommunal- och samhällsekonomi. Han nådde 2007 en större publik med boken Övergivna platser. 2019 blev han ledamot av Kungliga Ingenjörsvetenskapsakademien.
Jan Jörnmark medverkade i dokumentären Glömda platser i SVT:s K special hösten 2010.
Jan Jörnmark var 2011 års mottagare av Yngve Larssons pris för stads- och kommunhistoriska insatser och 2011 års Lidmanpris av Bild och Ord Akademin. För boken Avgrunden belönades han och medförfattaren Annika von Hausswolff med Sveriges Arkitekters kritikerpris 2012. Han tilldelades 2017 Arbetets museums dokumentärfotopris, och mottog 2021 Olle Engkvist-medaljen. År 2022 var han mottagare av Natur och Kulturs särskilda stipendium och 2023 av Nya Wermlands Tidningens Kulturpris. 
Under 2017 var Jörnmark en av grundarna till det lokala och regionala partiet Demokraterna i Göteborg och Västra Götalandsregionen. I kommunvalet i Göteborg 2018 blev Demokraterna näst största parti. Från och med 2019 till och med oktober 2022 var Jörnmark politiker verksam inom Göteborgs stad som ledamot i byggnadsnämnden och ersättare i kulturnämnden samt som styrelseledamot i de kommunala bolagen Boplats Göteborg AB, Förvaltnings AB Framtiden och Higab.
Efter att ha avslutat alla sina uppdrag och lämnat partiet Demokraterna återgick Jörnmark under hösten 2022 till sin roll som författare och konsult åt framförallt kommuner och företag i stadsplaneringsfrågor. 

## Utmärkelser
- 2011 – Yngve Larssons pris för stads- och kommunhistoriska insatser, med motiveringen "Jan Jörnmark har genom sina böcker och tankeväckande fotografier beskrivit och levandegjort hur en gång blomstrande platser och byggnader fulla av liv och aktiviteter övergivits som en följd av industrisamhällets avveckling. Den omfattande dokumentationen sträcker sig långt utanför Sveriges gränser och inkluderar såväl Europa som USA.  Samtidigt är framställningarna teoretiskt förankrade i Schumpeters teori om kreativ förstörelse. Jörnmark har på så sätt lagt en ny dimension till den stads- och kommunhistoriska forskningen".[7]
- 2011 – Bild & Ord-akademins Lidmanpris (Sven Lidmans pris) till syfte att belöna god information i ord och bild i olika medier, med motiveringen "för att han på ett fängslande sätt i bild och ord lyfter fram de dolda miljöer som en gång haft en funktion, men där verksamheten stannat och förfallet tagit vid, med betraktelser av samhällsförändring och förgänglighet".[3]
- 2017 – Arbetets Museums Dokumentärfotopris, med motiveringen "för att han så mästerligt och med ett sådant engagemang fångar den tid som flytt. Platsens förgänglighet i samklang med minnets nostalgi. Hans bilder av miljöer, som en gång sjöd av liv, lyfter på ett estetiskt och reflekterande sätt fram vår nutida kulturhistoria och de förändringar som ägt rum".[5]